# 道の駅メルヘンの丘めまんべつ
道の駅メルヘンの丘めまんべつ（みちのえき メルヘンのおかめまんべつ）は、北海道網走郡大空町女満別昭和にある国道39号の道の駅である。2003年（平成15年）8月8日に登録された。

## 施設
- 駐車場
  - 普通車：86台
  - 大型車：4台
  - 身障者用：10台
- トイレ（いずれも24時間利用可能）
  - 男：大 3器、小 7器
  - 女：7器
  - 身障者用：1器
- 公衆電話：1台
- アンテナショップ「ほのか」 - 地場特産品販売（トマトジュース「鬼たいじ」、にんじんジュース、しそジュース、シジミドリンク、煮豆セット、旬の取れたて野菜、日本酒「めんこ稲」、アイスクリーム、いも団子、おみやげ品）
- 軽食 - しらうお丼、サクラ豚丼（1日30食限定）
- メルヘンカルチャーセンター - 農産・畜産加工研修室、多目的屋内広場
- 花壇、芝生公園
- 情報端末 - 周辺観光情報、医療情報、他の「道の駅」情報

## 休館日
- 年末年始（12月30日 - 1月5日）

## アクセス
- 国道39号

## 周辺
- 網走湖
  - 女満別湿生植物群落[1]
- メルヘンの丘
- 朝日ケ丘公園